# Rozhodčí soud při IAL SE
Rozhodčí soud při IAL SE byl zřízen na základě modelového zákona Mezinárodní komise pro obchodní právo (UNCITRAL) a na to navazující slovenské právní úpravy. V současné době má dvě pobočky – Rozhodčí soud při IAL SE, pobočka Praha, a Rozhodčí soud při IAL SE, pobočka Bratislava.
Rozhodčí soud při IAL SE působí jako rozhodčí soud pro spory majetkového charakteru (např. o nezaplacení dluhu, neuhrazení kupní ceny, nezaplacení faktury, špatně zhotovené dílo – např. stavba, spory z nájemní smlouvy – nezaplacený nájem apod.). Obecně řečeno rozhoduje spory, jejichž výsledek ovlivní majetek účastníků. Další funkcí rozhodčího soudu je navrhování rozhodce (neboli odborníka, který spor rozhodne). Jde o případy, kdy se účastníci sporu na takovém výběru dohodnou.
Je členem Londýnského arbitrážního soudu, instituce, která se zabývá obchodními arbitrážemi. Pro řízení má k disposici 30 rozhodců.

## Členství
- Londýnský arbitrážní soud (LCIA) je instituce, jenž se zabývá obchodní arbitráží. Její členové jsou experti z oblasti mediace, arbitráže a obchodního práva. Instituce řeší spory spojené s investováním osob v různých zemích.

- Hospodářská komora České republiky (HKČR) zastupuje podnikatelskou veřejnost. Dle zákona podporuje všechny podnikatelské oblasti mimo zemědělství, potravinářství a lesnictví (tuto činnost vykonává Agrární komora ČR). Hlavním posláním komory je vytvářet příležitosti pro podnikání, prosazovat a podporovat opatření, která přispívají k rozvoji podnikání v ČR a tím i k celkové ekonomické stabilitě státu. HK ČR sdružuje téměř 14 000 členů (právnických i fyzických osob) organizovaných v 66 regionálních a 84 oborových asociací HK ČR.

- Česká společnost ekonomická (ČSE) je občanským sdružením odborných pracovníků a příznivců oboru ekonomie. Hlavním posláním ČSE je napomáhat rozvoji a popularizaci ekonomie v České republice způsobem, který respektuje a podporuje pluralitu názorů a svébytný vývoj jednotlivých ekonomických směrů. K dosažení tohoto cíle ČSE zejména pořádá přednášky a semináře, organizuje soutěže mladých ekonomů a vydává publikace s ekonomickým obsahem. Jednou za dva roky pořádá bienální konferenci, která se v ročním intervalu střídá s pořádáním valného shromáždění.

### Publikované články instituce
- Rozhodčí soud vs. arbitrážní centrum (Luděk Lisse)
- Jak je to vlastně s otázkou sjednocování judikatury v otázce rozhodčího řízení? (Martin Kohout)
- K retroaktivitě judikatury aneb modelový příklad judikátu Vrchního soudu v Praze týkající rozhodčího řízení(Luděk Lisse)
- Pojďme proti mýtům aneb K otázce povahy rozhodčího řízení (Luděk Lisse)
- Konstituování rozhodčího fóra podle Evropské úmluvy o mezinárodní obchodní arbitráži (Patrik Frk)
- Absence ústního jednání jako zrušovací důvod ve smyslu ustanovení § 31 zákona o rozhodčím řízení Archivováno 5. 3. 2016 na Wayback Machine. (Martin Kohout)
- Řešení sporů nejen neplatičů splátkového prodeje (Luděk Lisse)
- K retroaktivitě judikatury aneb modelový příklad judikátu Vrchního soudu v Praze týkající rozhodčího řízení (Luděk Lisse)
- Judikatura obecných soudů v otázce uznání dluhu (závazku) a rozhodčí řízení (Martin Kohout)
- Ještě jednou k postavení stálých rozhodčích soudů v České republice (Martin Kohout)
- Konkurence soudního řízení a rozhodčího řízení podle Newyorské úmluvy (Martin Kohout)